# Тка, Хуссем
Хуссем Тка (араб. محمد علي بن رمضان‎; род. 16 августа 2000, Монастир) — тунисский футболист, полузащитник клуба «Ференцварош» и сборной Туниса.

## Клубная карьера
Тка — воспитанник клуба «Монастир». 27 апреля 2018 года в матче против «Стад Габесьен» он дебютировал в тунисской Лиге 1. 1 декабря 2019 года в поединке против «Бизертена» Хуссем забил свой первый гол за «Монастир». Летом 2023 года Тка перешёл в «Эсперанс». В матче против «Ла-Марса» он дебютировал за новый клуб. 

## Международная карьера
17 ноября 2023 года в отборочном матче чемпионата мира 2026 против сборной Сан-Томе и Принсипи Тка дебютировал за сборную Туниса. 